# Désintégration de particules
En physique des particules, la désintégration d'une particule est le processus spontané par lequel une particule subatomique instable se transforme en plusieurs autres particules. L'énergie du système doit être conservée : la somme des masses des particules créées (l'état final) doit être inférieure à la masse de la particule désintégrée, la différence entre les deux étant convertie en énergie cinétique des particules émises.
Une particule est instable s'il existe au moins un état final autorisé vers lequel elle peut se désintégrer, de moindre masse totale. Les particules instables ont souvent plusieurs modes de désintégration, chacun ayant sa propre probabilité associée. Les désintégrations sont la manifestation d'une ou plusieurs interactions fondamentales, essentiellement l'interaction forte et l'interaction faible. Les particules de l'état final peuvent elles-mêmes être instables et sujettes à de nouvelles désintégrations.
La désintégration des particules est à distinguer de la désintégration radioactive, dans laquelle un noyau atomique instable se transforme en un noyau plus léger (accompagné de l'émission de particules ou de rayonnement), bien que les deux soient conceptuellement similaires (une désintégration β−, par exemple, s'explique par la désintégration d'un neutron) et souvent décrites avec la même terminologie.

## Probabilité de survie et durée de vie d'une particule
La désintégration d'une particule est un processus de Poisson. Par conséquent, la probabilité qu'une particule survive pendant un temps t avant de se désintégrer (la fonction de survie) est donnée par une loi exponentielle dont la constante de temps dépend de la vitesse de la particule :
{\displaystyle P(t)=\exp \left(-{\frac {t}{\gamma \tau }}\right)}
où
{\displaystyle \tau } est la durée de vie moyenne de la particule (au repos), et
{\displaystyle \gamma ={\tfrac {1}{\sqrt {1-{\frac {v^{2}}{c^{2}}}}}}} est le facteur de Lorentz de la particule.

## Tableau des durées de vie de quelques particules élémentaires et composites
Toutes les données proviennent du Particle Data Group.
| Type   | Nom                   | Symbole                                                       | Masse (MeV) | Durée de vie moyenne |
| ------ | --------------------- | ------------------------------------------------------------- | ----------- | -------------------- |
| Lepton | Électron / Positron   | {\displaystyle \mathrm {e} ^{-}\,/\,\mathrm {e} ^{+}}         | 0,511       | > 6,628 ans          |
| Lepton | Muon / Antimuon       | {\displaystyle \mathrm {\mu } ^{-}\,/\,\mathrm {\mu } ^{+}}   | 105,7       | 2,2–6 secondes       |
| Lepton | Lepton tau / Antitau  | {\displaystyle \mathrm {\tau } ^{-}\,/\,\mathrm {\tau } ^{+}} | 1 777       | 2,9 × 10−13 secondes |
| Meson  | Neutral Pion          | {\displaystyle \mathrm {\pi } ^{0}\,}                         | 135         | 8,4 × 10−17 secondes |
| Meson  | Pion chargé           | {\displaystyle \mathrm {\pi } ^{+}\,/\,\mathrm {\pi } ^{-}}   | 139,6       | 2,6–8 secondes       |
| Baryon | Proton / Antiproton,  | {\displaystyle \mathrm {p} ^{+}\,/\,\mathrm {p} ^{-}}         | 938,2       | 1,6734 ans           |
| Baryon | Neutron / Antineutron | {\displaystyle \mathrm {n} \,/\,\mathrm {\bar {n}} }          | 939,6       | 885,7 secondes       |
| Boson  | Boson W               | {\displaystyle \mathrm {W} ^{+}\,/\,\mathrm {W} ^{-}}         | 80 400      | 10−26 secondes       |
| Boson  | Boson Z boson         | {\displaystyle \mathrm {Z} ^{0}\,}                            | 91000       | 10−26 secondes       |

## Taux de désintégration
Cette section utilise des unités naturelles, où c = ℏ = 1. {\displaystyle c=\hbar =1.\,}
La durée de vie d'une particule est donnée par l'inverse de son taux de désintégration, Γ, la probabilité par unité de temps que la particule se désintègre. Pour une particule de masse M et quadri-moment P se désintégrant en particules d'impulsion pi, le taux de désintégration différentiel est donné par la formule générale (exprimant la règle d'or de Fermi)
où
n est le nombre de particules créées par la désintégration de l'original,
S est un facteur combinatoire permettant de prendre en compte les états finaux indiscernables (voir ci-dessous),
{\displaystyle {\mathcal {M}}\,} est l'élément de matrice invariant ou l'amplitude reliant l'état initial à l'état final (généralement calculé à l'aide de diagrammes de Feynman),
{\displaystyle d\Phi _{n}\,} est un élément de l'espace des phases, et
pi est le quadri-moment de la particule i.
Le facteur S est donné par
{\displaystyle S=\prod _{j=1}^{m}{\frac {1}{k_{j}!}}\,}
où
m est le nombre d'ensembles de particules indiscernables dans l'état final, et
kj est le nombre de particules de type j, de sorte que {\displaystyle \sum _{j=1}^{m}k_{j}=n\,.}
L'espace des phases peut être déterminé à partir de
{\displaystyle d\Phi _{n}(P;p_{1},p_{2},\dots ,p_{n})=(2\pi )^{4}\delta ^{4}\left(P-\sum _{i=1}^{n}p_{i}\right)\prod _{i=1}^{n}{\frac {d^{3}{\vec {p}}_{i}}{2(2\pi )^{3}E_{i}}}}
où
{\displaystyle \delta ^{4}\,} est une fonction delta de Dirac à quatre dimensions,
{\displaystyle {\vec {p}}_{i}\,} est l'impulsion (tri-)de la particule i, et
{\displaystyle E_{i}\,} est l'énergie de la particule i.
On peut intégrer sur l'espace des phases pour obtenir le taux de décroissance total pour l'état final spécifié.
Si une particule possède plusieurs branches ou modes de décroissance avec différents états finaux, son taux de décroissance total est obtenu en additionnant les taux de décroissance de toutes les branches. Le rapport de branchement pour chaque mode est donné par son taux de décroissance divisé par le taux de décroissance total.

## Désintégration à deux corps
Cette section utilise des unités naturelles, où {\displaystyle c=\hbar =1.\,}

### Taux de désintégration
Supposons qu'une particule mère de masse M se désintègre en deux particules, étiquetées 1 et 2. Dans le référentiel de repos de la particule mère,
{\displaystyle |{\vec {p}}_{1}|=|{\vec {p}}_{2}|={\frac {\sqrt {[M^{2}-(m_{1}+m_{2})^{2}][M^{2}-(m_{1}-m_{2})^{2}]}}{2M}},\,}
qui est obtenu en exigeant que le quadri-moment soit conservé dans la désintégration, c'est-à-dire
{\displaystyle (M,{\vec {0}})=(E_{1},{\vec {p}}_{1})+(E_{2},{\vec {p}}_{2}).\,}
De plus, en coordonnées sphériques,
{\displaystyle d^{3}{\vec {p}}=|{\vec {p}}\,|^{2}\,d|{\vec {p}}\,|\,d\phi \,d\left(\cos \theta \right).\,}
En utilisant la fonction delta pour effectuer les intégrales {\displaystyle d^{3}{\vec {p}}_{2}} et {\displaystyle d|{\vec {p}}_{1}|\,} dans l'espace des phases pour un état final à deux corps, on trouve que le taux de décroissance dans le référentiel au repos de la particule parente est
{\displaystyle d\Gamma ={\frac {\left|{\mathcal {M}}\right|^{2}}{32\pi ^{2}}}{\frac {|{\vec {p}}_{1}|}{M^{2}}}\,d\phi _{1}\,d\left(\cos \theta _{1}\right).\,}

### À partir de deux référentiels différents
L'angle d'émission d'une particule dans le référentiel du laboratoire est lié à l'angle d'émission dans le référentiel du centre de quantité de mouvement par l'équation
{\displaystyle \tan {\theta '}={\frac {\sin {\theta }}{\gamma \left(\beta /\beta '+\cos {\theta }\right)}}}

## Masse complexe et taux de désintégration
Cette section utilise des unités naturelles, où {\displaystyle c=\hbar =1.\,}
La masse d'une particule instable est formellement un nombre complexe, dont la partie réelle est sa masse au sens habituel, et la partie imaginaire son taux de désintégration en unités naturelles. Lorsque la partie imaginaire est grande par rapport à la partie réelle, la particule est généralement considérée comme une résonance plutôt que comme une particule. En effet, en théorie quantique des champs, une particule de masse M (un nombre réel) est souvent échangée entre deux autres particules lorsque l'énergie nécessaire à sa création est insuffisante, si le temps de trajet entre ces autres particules est suffisamment court, de l'ordre de {\displaystyle {\tfrac {1}{M}},} selon le principe d'incertitude. Pour une particule de masse {\displaystyle M+i\Gamma }, la particule peut voyager pendant un temps {\displaystyle {\tfrac {1}{M}},} mais se désintègre après un temps de l'ordre de {\displaystyle {\tfrac {1}{\Gamma }}.}. Si {\displaystyle \Gamma >M} alors la particule se désintègre généralement avant d'avoir terminé son voyage.